# Edward A. Warren
Edward Allen Warren (* 2. Mai 1818 bei Eutaw, Alabama; † 2. Juli 1875 in Prescott, Arkansas) war ein US-amerikanischer Politiker. Zwischen 1853 und 1855 sowie zwischen 1857 und 1859 vertrat er den zweiten Wahlbezirk des Bundesstaates Arkansas im US-Repräsentantenhaus.

## Werdegang
Nach der Grundschule studierte Edward Warren Jura und wurde im Jahr 1843 als Rechtsanwalt zugelassen. Daraufhin begann er in Clinton im Hinds County in Mississippi in seinem neuen Beruf zu arbeiten. Warren wurde Mitglied der Demokratischen Partei und war von 1845 bis 1846 Abgeordneter im Repräsentantenhaus von Mississippi. Im Jahr 1847 zog er nach Camden in Arkansas, wo er ebenfalls als Anwalt arbeitete. Auch in seiner neuen Heimat war er politisch tätig. Zwischen 1848 und 1849 war er Abgeordneter im Repräsentantenhaus von Arkansas; 1849 fungierte er als dessen Präsident. Nach seiner Zeit in diesem Gremium war Warren Richter im sechsten Gerichtsbezirk von Arkansas.
1852 wurde Warren im damals neu geschaffenen zweiten Distrikt von Arkansas in das US-Repräsentantenhaus in Washington gewählt. Dort konnte er zwischen dem 4. März 1853 und dem 3. März 1855 zunächst eine Legislaturperiode absolvieren. Bei den Wahlen des Jahres 1854 unterlag er mit Albert Rust einem anderen Demokraten, den er aber bei den nächsten Wahlen zwei Jahre später wiederum besiegte. Damit konnte Warren zwischen dem 4. März 1857 und dem 3. März 1859 eine weitere Legislaturperiode im Kongress verbringen. Nach dem Ende seiner Zeit im Kongress arbeitete Warren wieder als Anwalt. Politisch ist er nicht mehr in Erscheinung getreten.